# Alfredo Bertoldo Klas
Alfredo Bertoldo Klas (Palmeira, 30 de setembro de 1915 - Ponta Grossa, 12 de maio de 2013) foi um militar, ex-combatente da Segunda Guerra Mundial, político, professor, empresário, historiador, músico e escritor brasileiro.

## Militar
Nascido na Fazenda Santa Carlota (Distrito de Papagaios Novos na cidade de Palmeira), formou-se como aspirante no Centro de Preparação de Oficiais da Reserva no Exército Nacional, e foi 1° tenente durante a Segunda Guerra Mundial e promovido a capitão em 1946. Acumulou 22 condecorações durante sua vida militar.

## Advogado
Formado em Direito em 1938, atuou em escritórios e foi professor na Universidade Estadual de Ponta Grossa.

## Escritor e historiador
Foi professor e chefe do Departamento de História da Universidade Estadual de Ponta Grossa, além de diretor do Museu Campos Gerais.
Seu primeiro livro foi escrito em 1956, porém, só foi editado em 2002, muito, devido a ditadura militar. Este livro é “A verdade sobre Guanella: um drama da FEB”. Logo depois foram escritos os livros  “A verdade sobre Abetaia: drama de sangue e dor no 4º ataque da FEB ao Monte Castello” de 2005.
Também foi professor de jornalismo e membro da Academia de Letras dos Campos Gerais, além de ser um dos fundadores do Instituto Histórico, Geográfico e Etnográfico de Ponta Grossa e fundador do Instituto Histórico e Geográfica de Palmeiras, cidade em que foi vereador e prefeito.

## Empresário
Bertoldo Klas foi fundador da primeira fábrica de sacos de papel dos Campos Gerais do Paraná.

## Político
Alfredo Bertoldo Klas foi[prefeito da cidade de Palmeira, eleito com 1.912 votos em 3 de outubro de 1950. Assumiu o cargo em 1° de fevereiro de 1951 e entre suas atuações na frente da prefeitura, instituiu o Brasão, o Hino e a Bandeira do município, além de ter inaugurado a sede da prefeitura e o Cine Teatro. Também em seu mandato, cedeu alguns distritos do município, para a cidade de Ponta Grossa. Após o término do mandato de prefeito, foi eleito vereador de Palmeira.